# 小島谷站
小島谷站（日语：／ Ojimaya eki */?）是位於新潟縣長岡市小島谷字分田3465番，東日本旅客鐵道（JR東日本）的越後線車站。

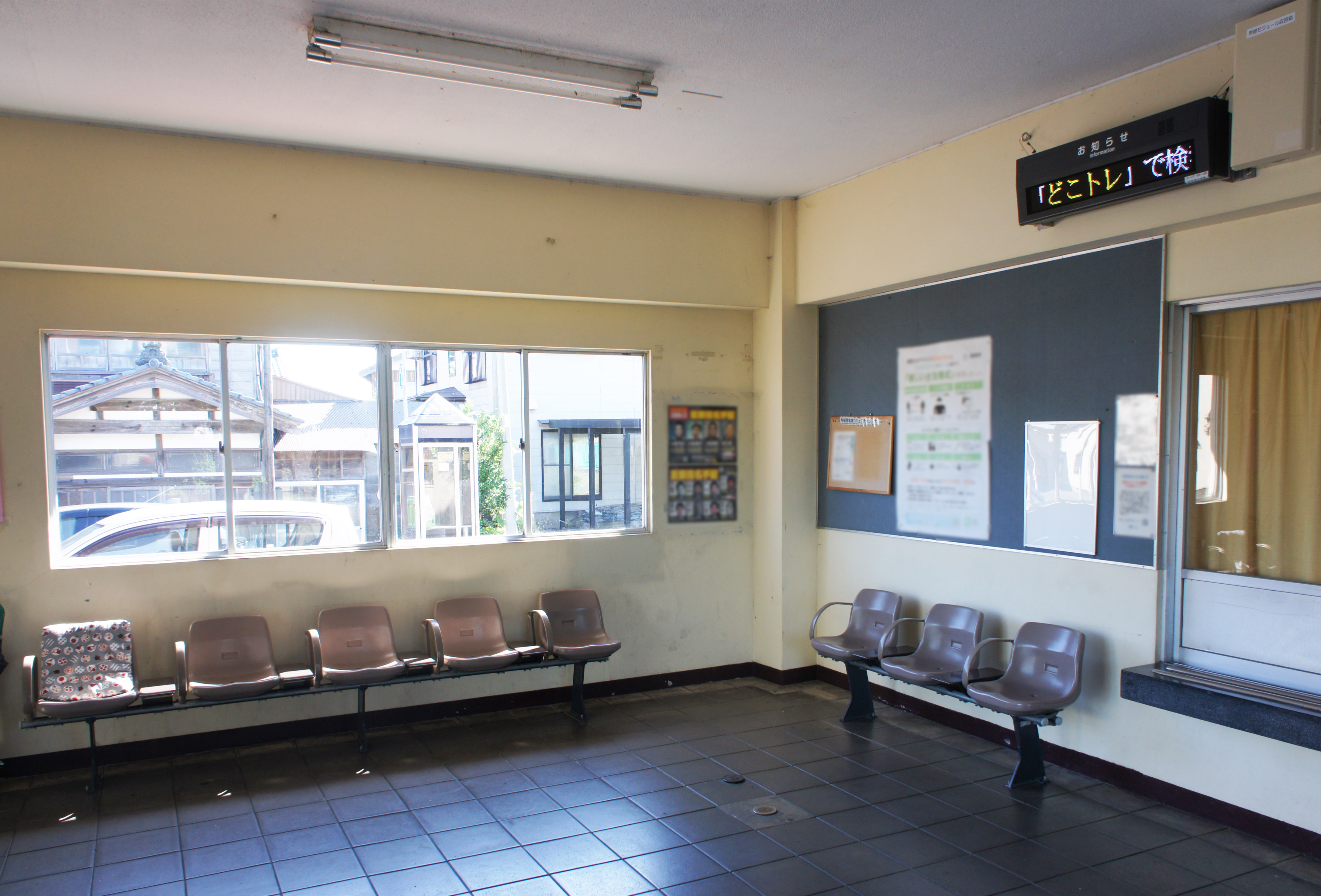
車站內部(2021年9月)

## 歷史
- 1913年（大正2年）4月20日：越後鐵道 出雲崎至地藏堂（現時為分水）之間開通，此站啟用。當時車站名為與板站（日语：／）[1]。
- 1915年（大正4年）10月1日：車站改名為小島谷站[3]。
- 1927年（昭和2年）10月1日：越後鉄道被國有化，柏崎至白山之間全線隸屬國鐵越後線（後來白山至新潟也編入至越後線）。
- 1971年（昭和46年）11月1日：結束貨物起卸業務。
- 1987年（昭和62年）4月1日：伴隨國鐵分割民營化，車站由東日本旅客鐵道（JR東日本）營運。
- 2004年（平成16年）11月30日：成為無人車站。同時設置自動售票機。

## 車站構造

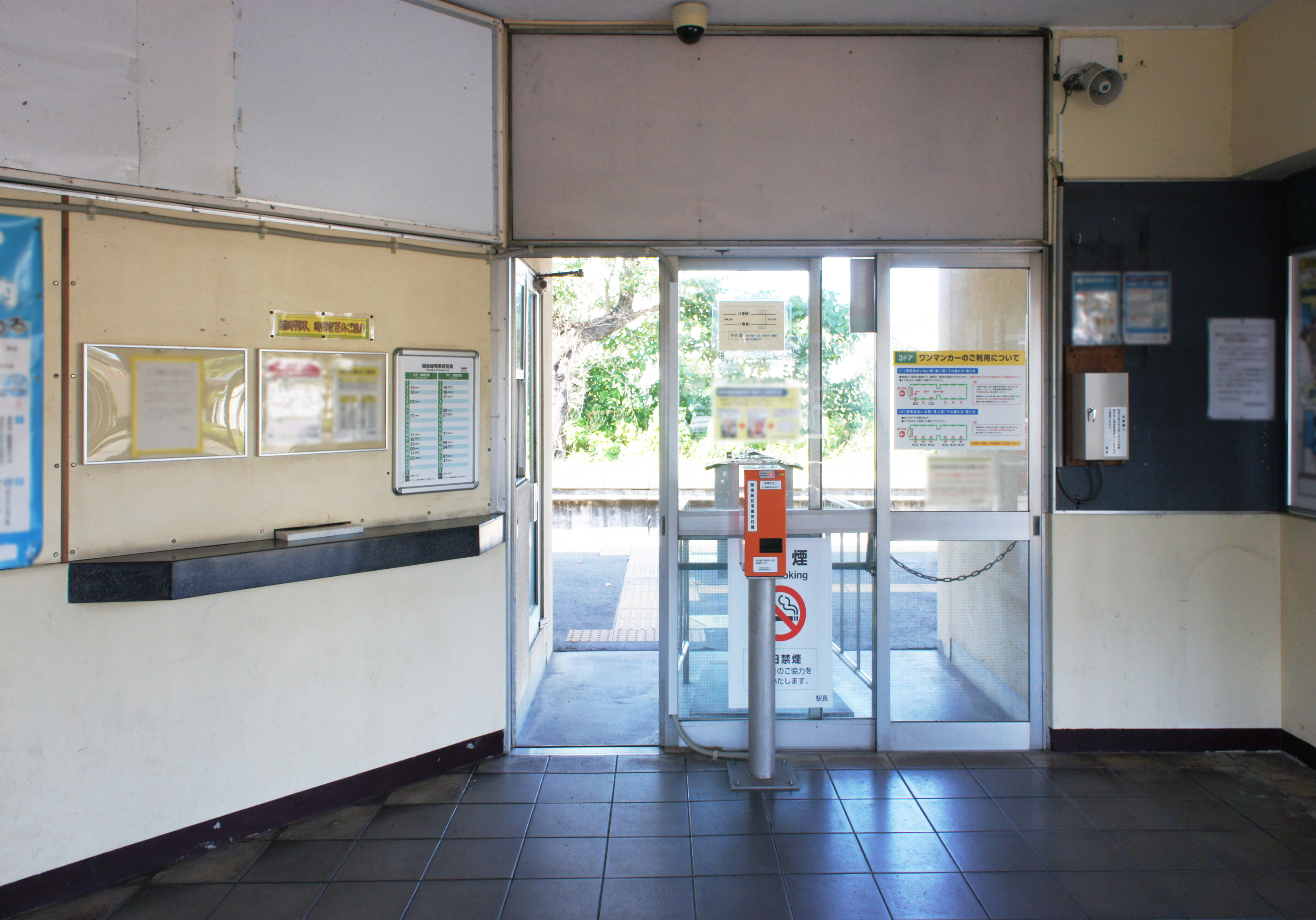
月台入口(2021年9月)

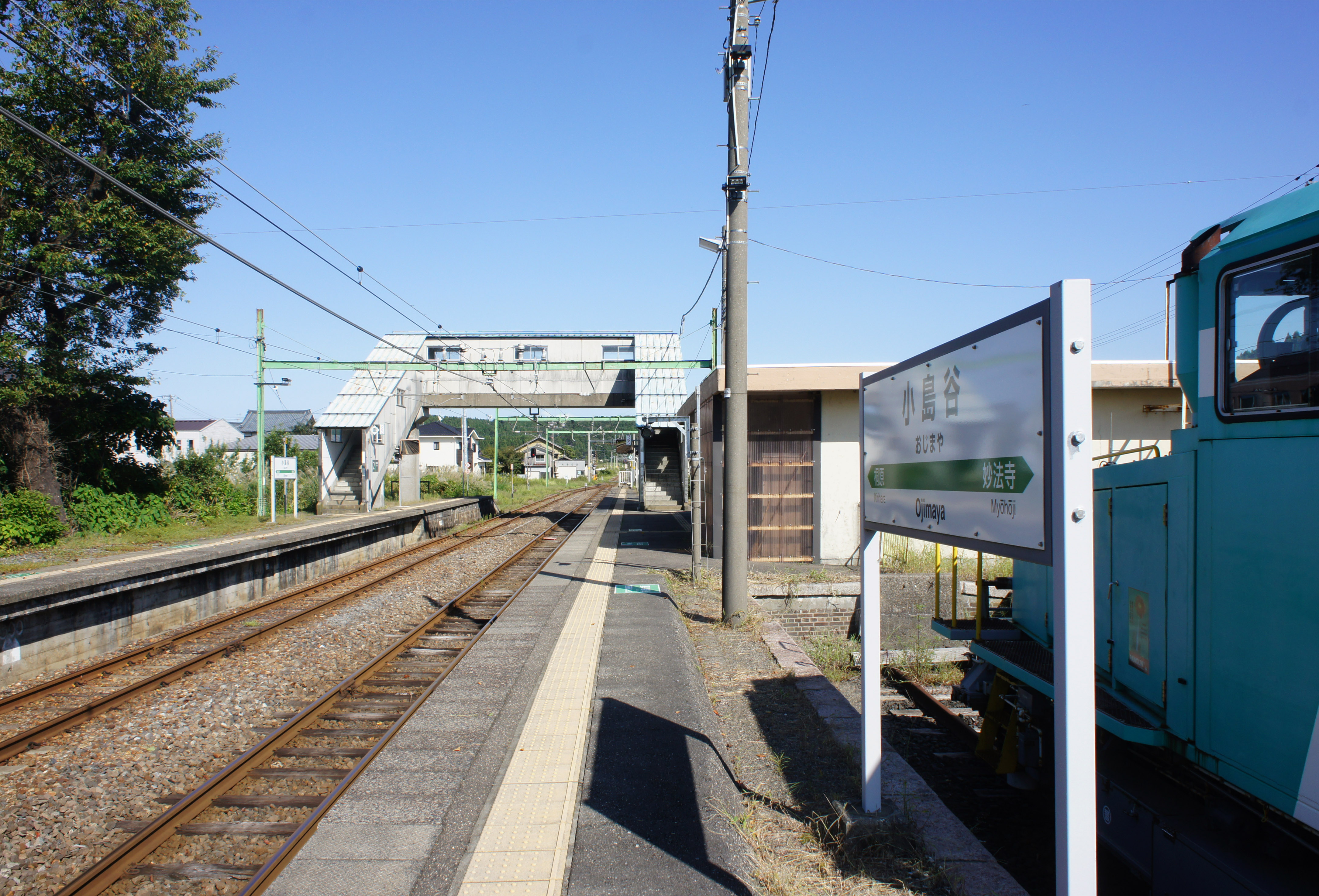
月台(2021年9月)

本站是地面車站，設有2面2線的相對式月台，各月台之間設有跨線橋連接。在車站內設有廁所。此站是由燕三條站管理的無人車站。在2004年前此站為簡易委託車站。

### 月台
| 月台 | 路線    | 上下行                 | 方向                   |
| ---- | ------- | ---------------------- | ---------------------- |
| 1    | ■越後線 | 下行                   | 吉田、新潟方向         |
| 1    | ■越後線 | 上行                   | 柏崎方向               |
| 2    | ■越後線 | （進行列車交會時使用） | （進行列車交會時使用） |

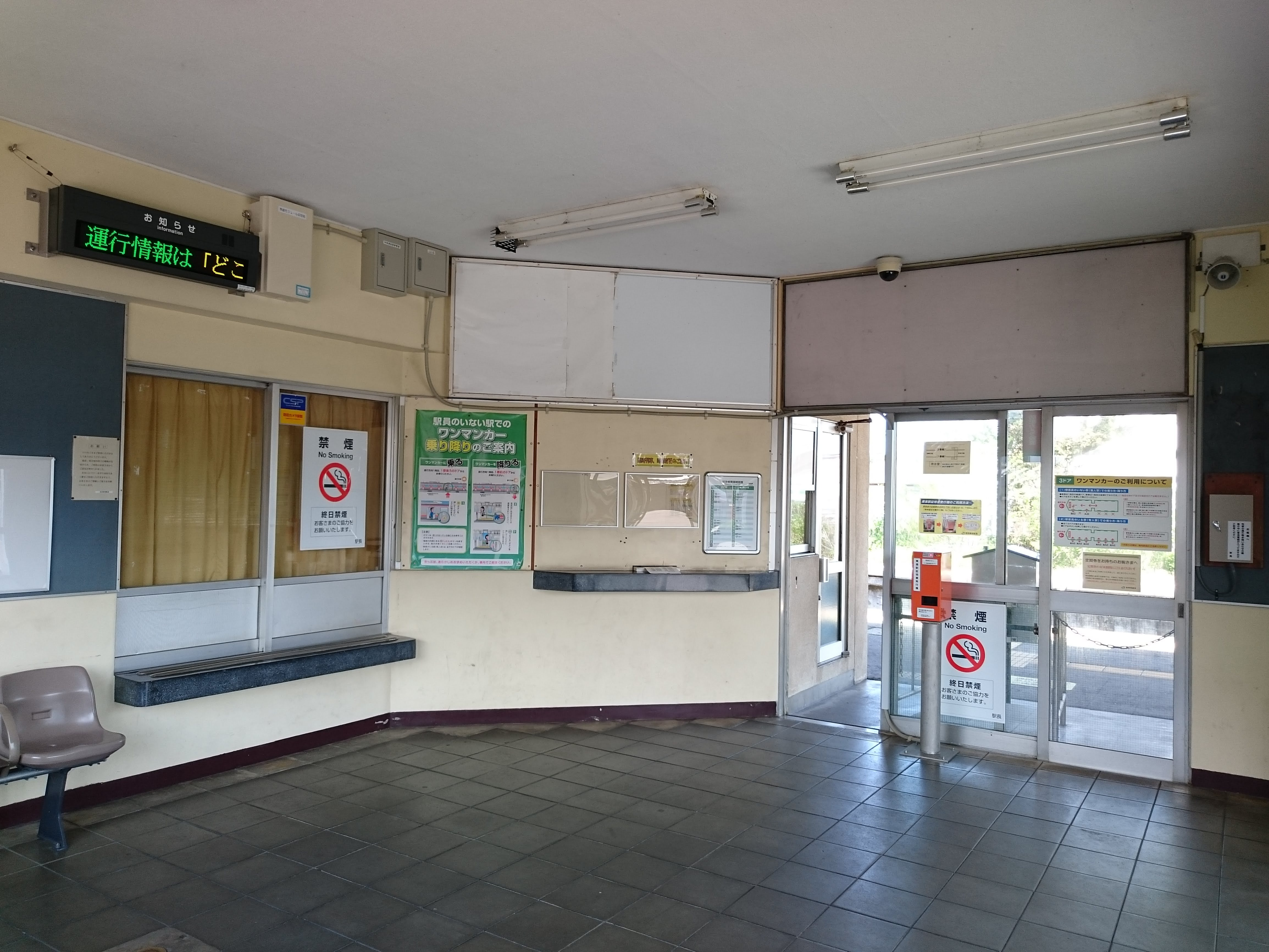
大堂
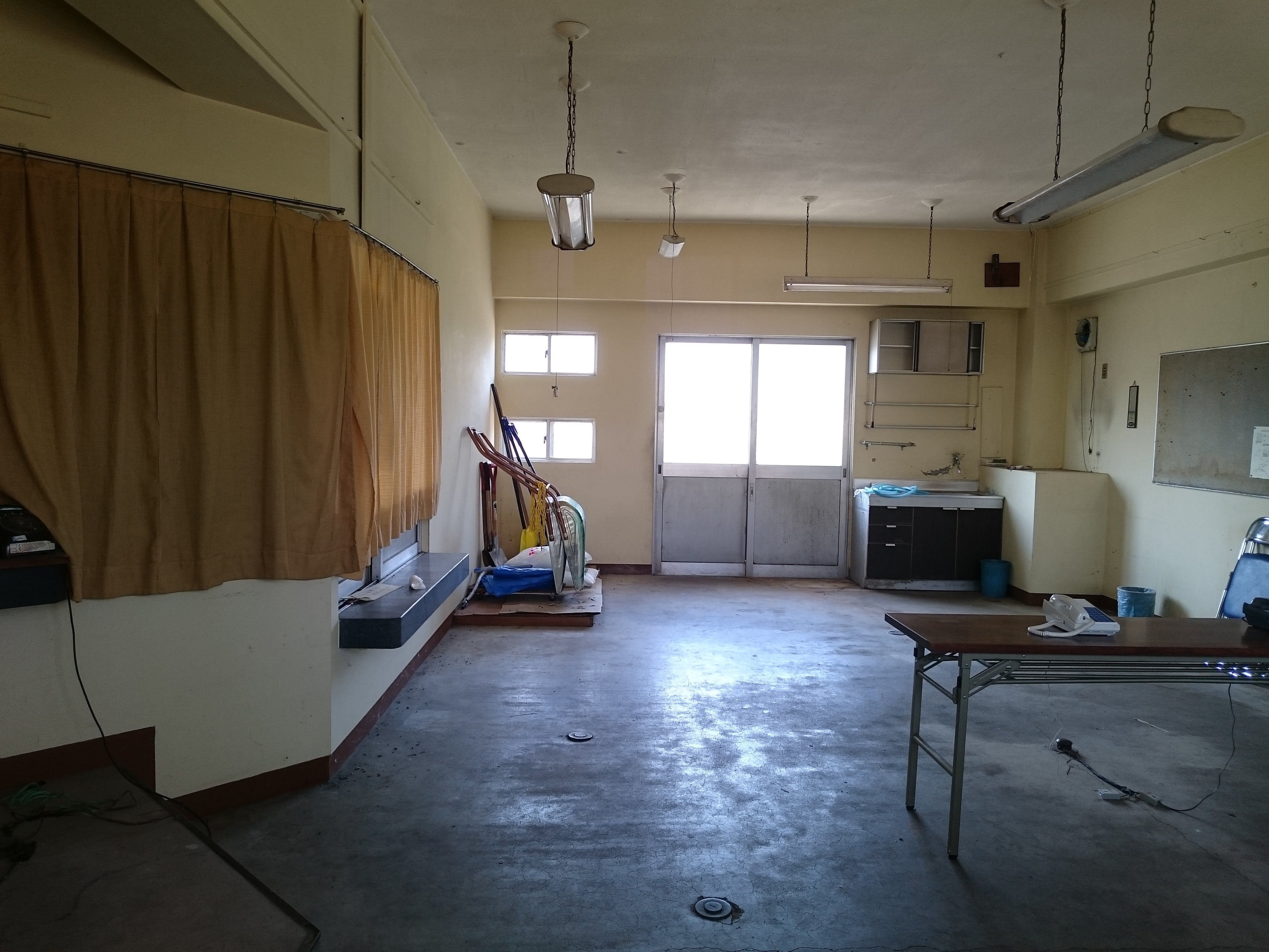
車站事務室
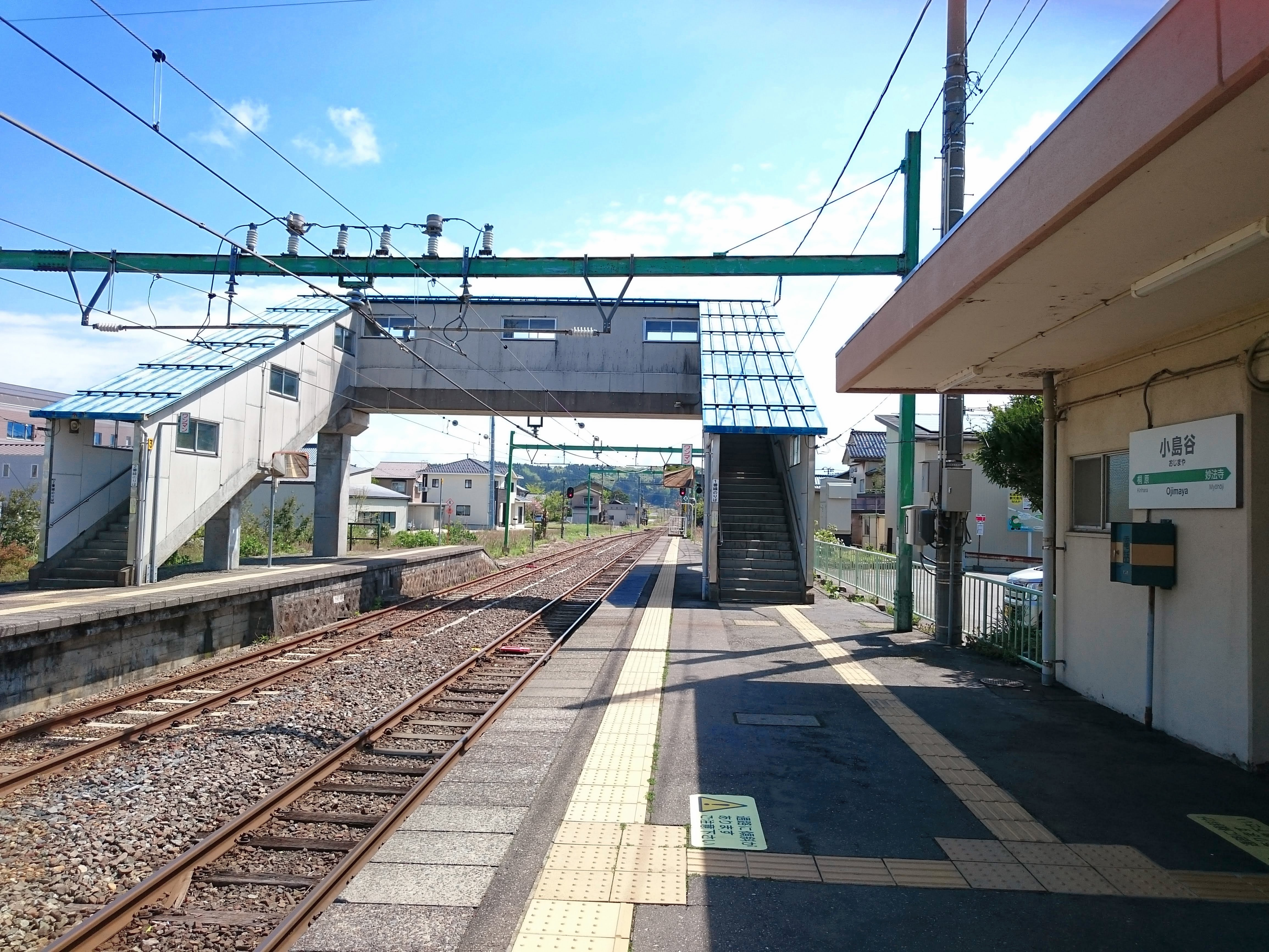
月台

## 使用狀況
根據「長岡市統計年鑑」的資料，以下為乘車人次變化列表：
| 乘車人次變化 | 乘車人次變化     |
| 年度         | 1日平均 乘車人次 |
| ------------ | ---------------- |
| 2009         | 110              |
| 2010         | 107              |

## 車站周邊

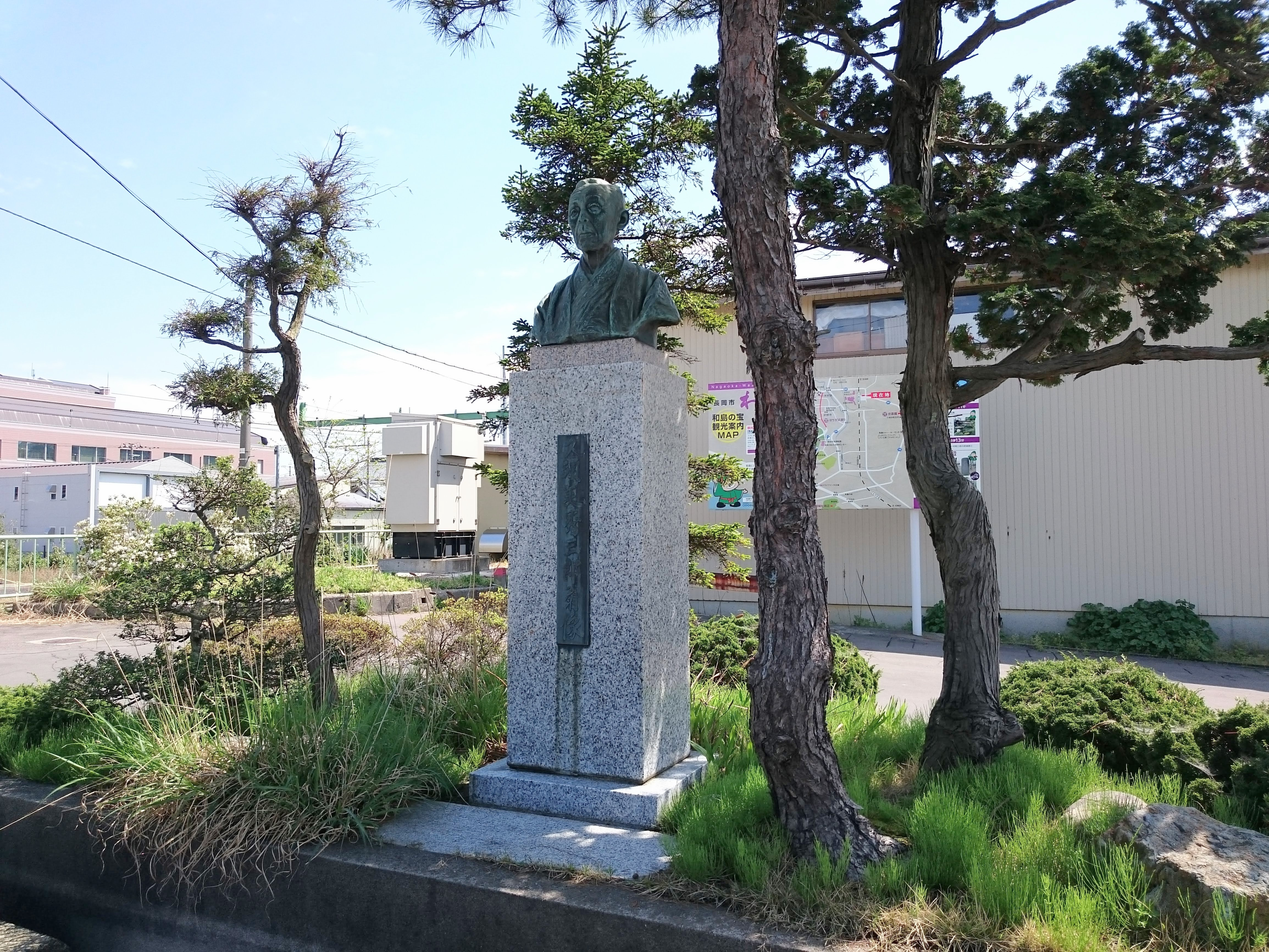
久須美秀三郎的頭像

在站前廣場設有越後線前身越後鐵道創始者久須美秀三郎的頭像。
- 新潟縣道69號長岡和島線（日语：新潟県道69号長岡和島線）
- 新潟縣道574號寺泊西山線
- 長岡市政廳（日语：長岡市役所） 和島分所（日语：長岡市役所#支所）（前：和島村公所）
- 住雲園
  - 越後線・彌彥線的前身越後鐵道的創始者・久須美宅[1][5]。
- 久須美酒造（清泉、夏子物語）
  - 漫畫「夏子的酒」在該酒廠作為藍本。富士電視台把該漫畫變成電視劇，並於小島谷站取景。
- 蓮葉通
  - 在該處設有與良寛有關的史跡[6]。
- 道之驛良寛之里和島（日语：道の駅良寛の里わしま）（國道116號（日语：国道116号） 和島繞道上）

## 巴士路線

越後線沿線巴士路線圖。此站設有橙色巴士路線。

在站前設有越後交通「小島谷站前」巴士站。詳情參見「越後交通 寺泊地區時間表 （页面存档备份，存于）」。
- 小島谷站前巴士站
  - 經與板、成澤、槇下 前往長岡站前

## 相鄰車站
東日本旅客鐵道（JR東日本）
■越後線
妙法寺－小島谷－桐原

## 注腳
1. 1 2 3 4 5 6 7 8 9 10  . 週刊朝日百科. 21号 新潟駅・弥彦駅・津南駅ほか. 朝日新聞出版. 2012-12-30: 21 （日语）.
2. 1 2 3  . 新潟日報事業者. 2015-06-30 （日语）.
3. ↑  「軽便鉄道停車場名称変更」『官報』1915年9月30日（國立國會圖書館數碼化資料）
4. 1 2  . 東日本旅客鉄道.   [2019-08-19]. （原始内容存档于2021-01-21） （日语）.
5. ↑  公共施設ガイド：住雲園 （页面存档备份，存于）（日語） - 長岡市.2019年7月11日參閲。
6. ↑  和島地域パンフレット：はちすば通り 良寛碑めぐり （页面存档备份，存于）（日語） - 長岡市.2019年7月11日參閲。

## 外部連結
- 車站資訊（小島谷）：東日本旅客鐵道（日語）
- 和島地域小冊子 （页面存档备份，存于）（日語） - 長岡市